# Gemaal Eemnes
Het gemaal Eemnes is een uit 1880 daterend gemaal gelegen aan de Eemnesservaart in de Nederlandse provincie Utrecht.

## Beschrijving
Oorspronkelijk verliep de afwatering van de Eemnesserpolder via meerdere sluisjes, waaronder de Eemnessersluis. Tot 1791 werd het water uit de polder afgevoerd met een simpele spuisluis. De Zuiderzee kende nog een tij en bij eb werd de sluis geopend en het water stroomde de polder uit.
Door de bodemdaling in de polder werkte dit niet meer en in 1791 besloot men een windmolen te bouwen. De molen kwam naast de sluis, op de plek waar de machinistenwoning staat. Deze molen werd rond 1880 vervangen door een stoomgemaal omdat de capaciteit van de molen te klein was.
In 1921 werd dit stoomgemaal verbouwd tot een elektrisch gemaal naar ontwerp van het Amsterdamse ingenieursbureau W.C. en K. de Wit. De stoommachine werd verwijderd en de schoorsteen gesloopt. Het oude gebouw kreeg links en rechts een aanbouw, elk met een elektrische pomp. De nieuwe pompen van het type 'kattenstaart' pompten het water over de dijk.
In 1993 werd de gemaalfunctie overgenomen door dompelpompen in nieuwe pompkelders. De gezamenlijke pompen kunnen 135 m³ per minuut verplaatsen. De dompelpompen liggen onder het gebouw en zijn niet zichtbaar. In 2006 werd het gemaal gerestaureerd waarbij de pompen en elektrische installaties uit 1921 zijn behouden.
Het water in de polder van Eemnes staat tegenwoordig zo'n 70 centimeter lager dan het water in de Eem. Het hoogteverschil wordt voor de scheepvaart overbrugd door een schutsluis.

## Monument en museum
Het gebouw is sinds 2000 een erkend rijksmonument vanwege de cultuurhistorische waarde. De kern uit de 19e eeuw omvat het middelste gedeelte met de witgepleisterde gevel. Aan de noord- en zuidzijde zijn in 1921 aanbouwen geplaatst. Van belang zijn de bewaard gebleven machinerieën die de geschiedenis van de polderbemaling laten zien. Ook de ruimtelijke relatie met de naastgelegen schutsluis - eveneens een rijksmonument - en de Eemnesserpolder waren argumenten voor de registratie als rijksmonument.
De oude pompen met bijbehorende installatie zijn bewaard gebleven en wordt enkele malen per jaar werkend gedemonstreerd.

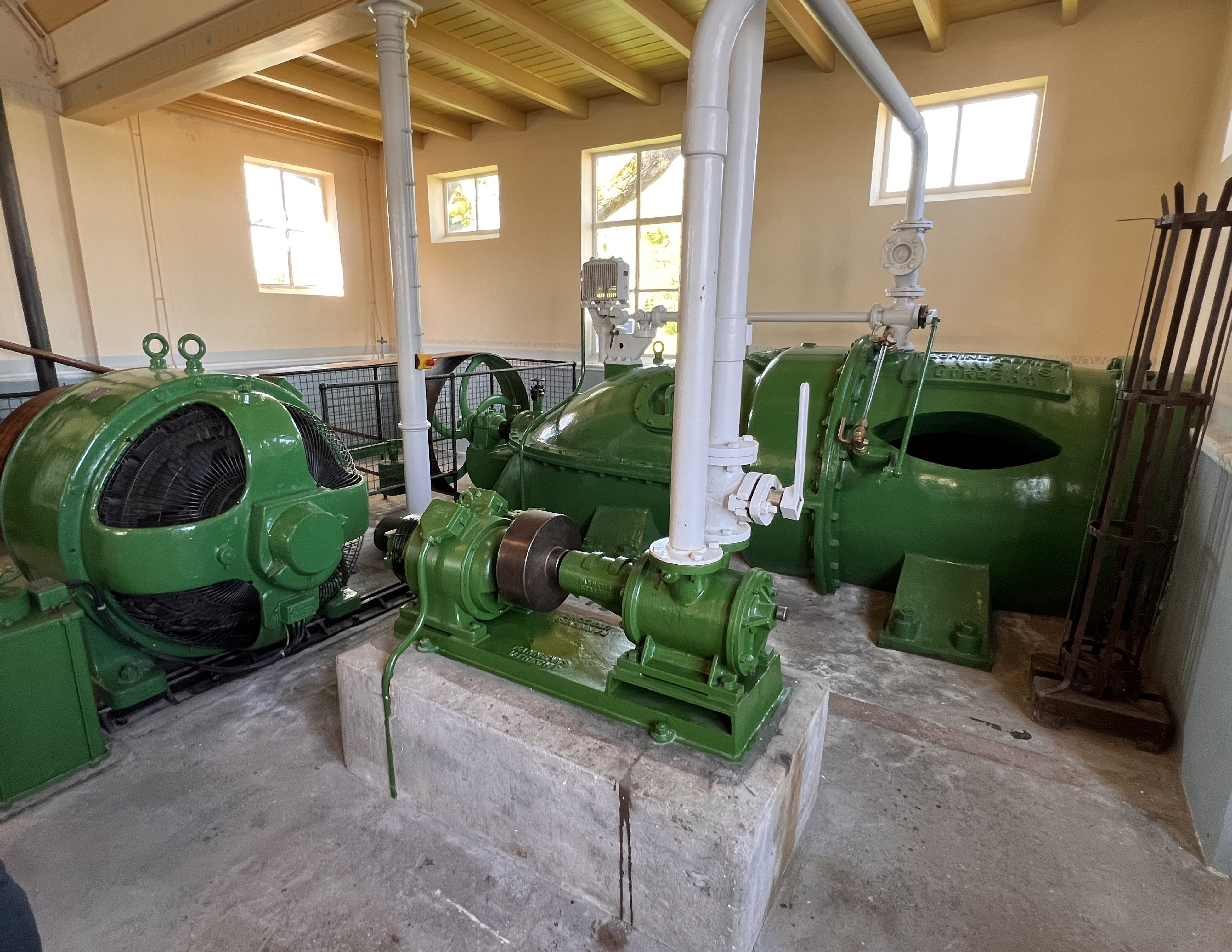
Interieur gemaal Eemnes
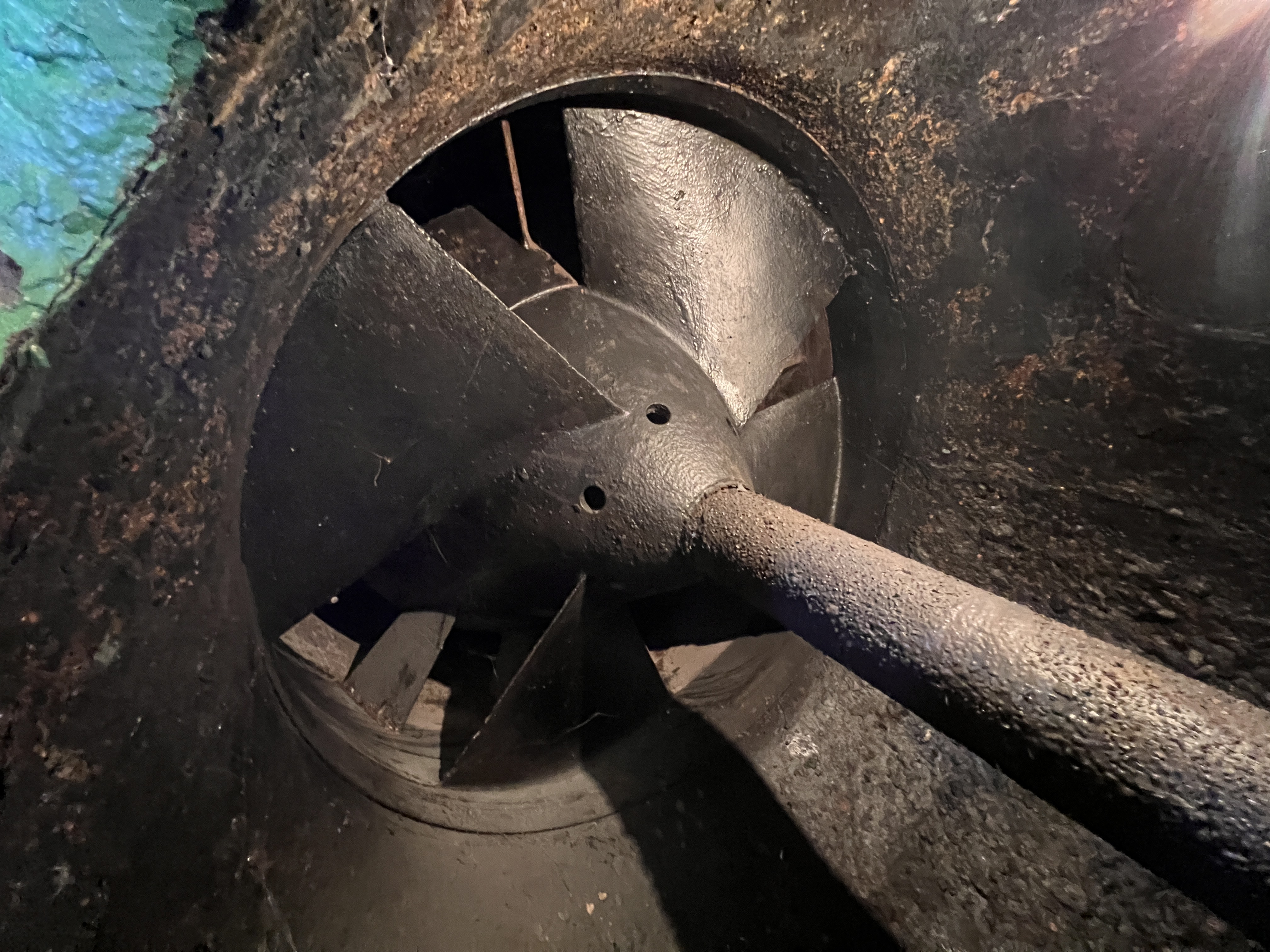
Schoepenrad in pomphuis
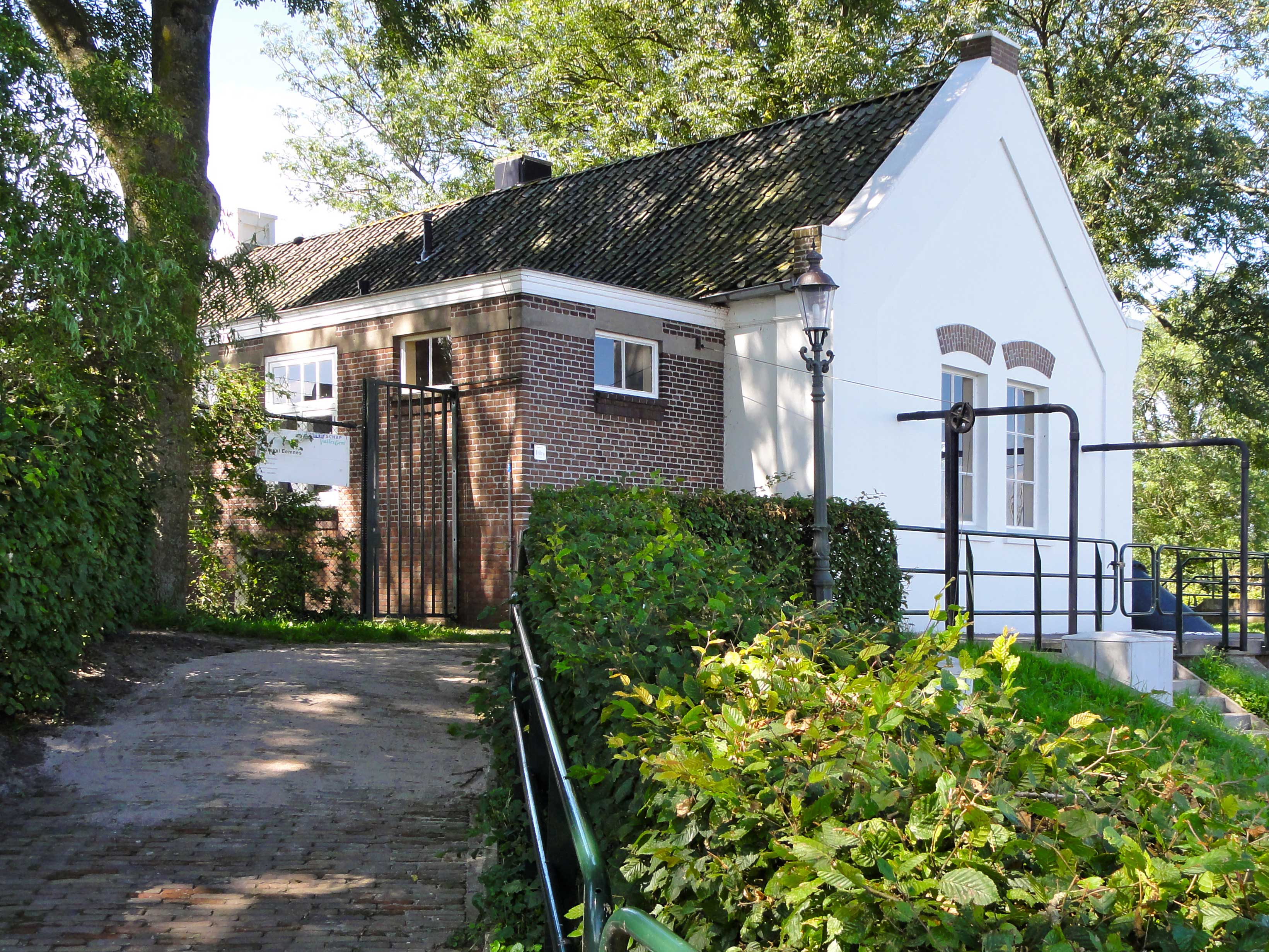
Gemaal vanuit het zuidoosten gezien
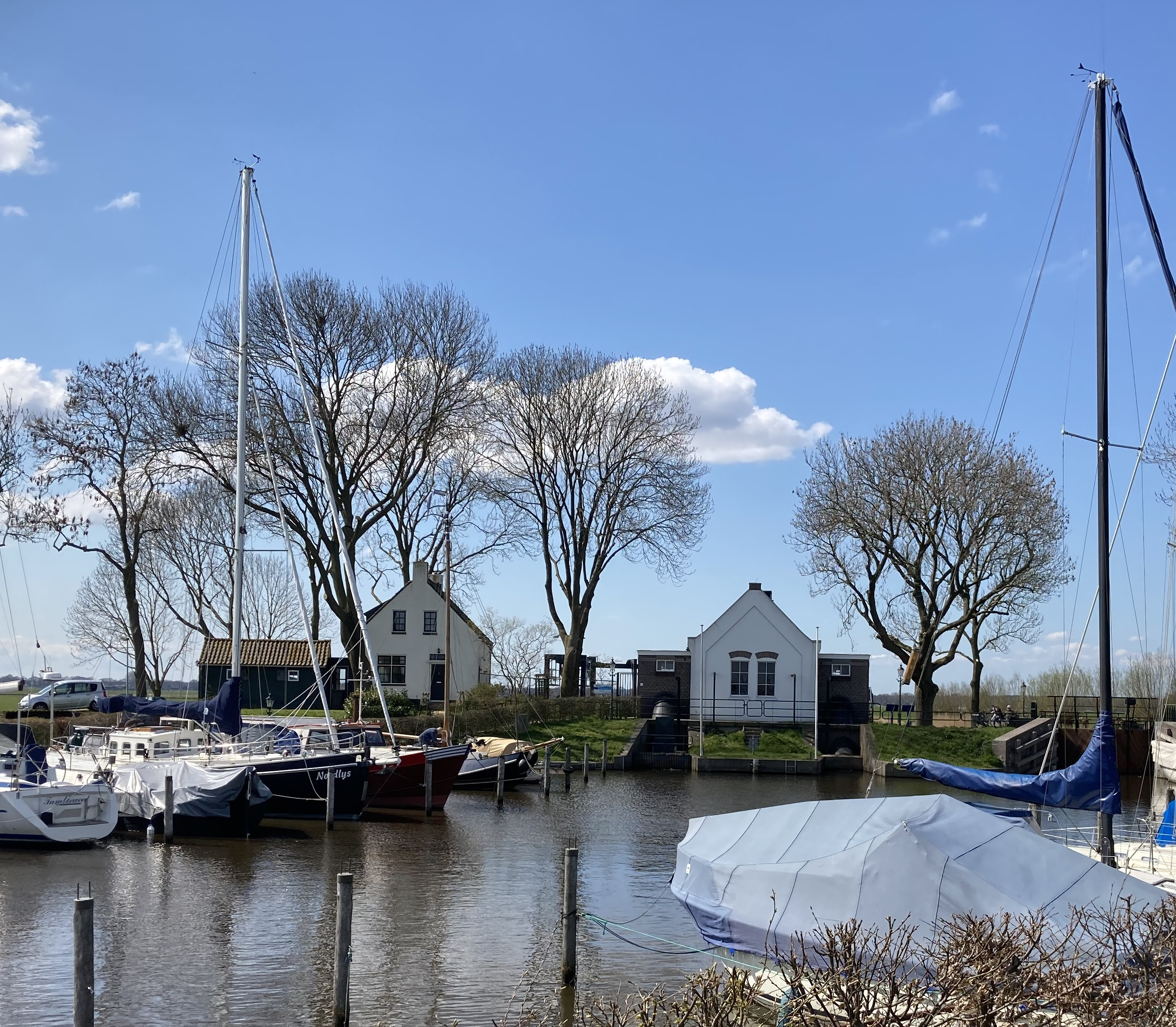
Gemaal vanuit de jachthaven gezien
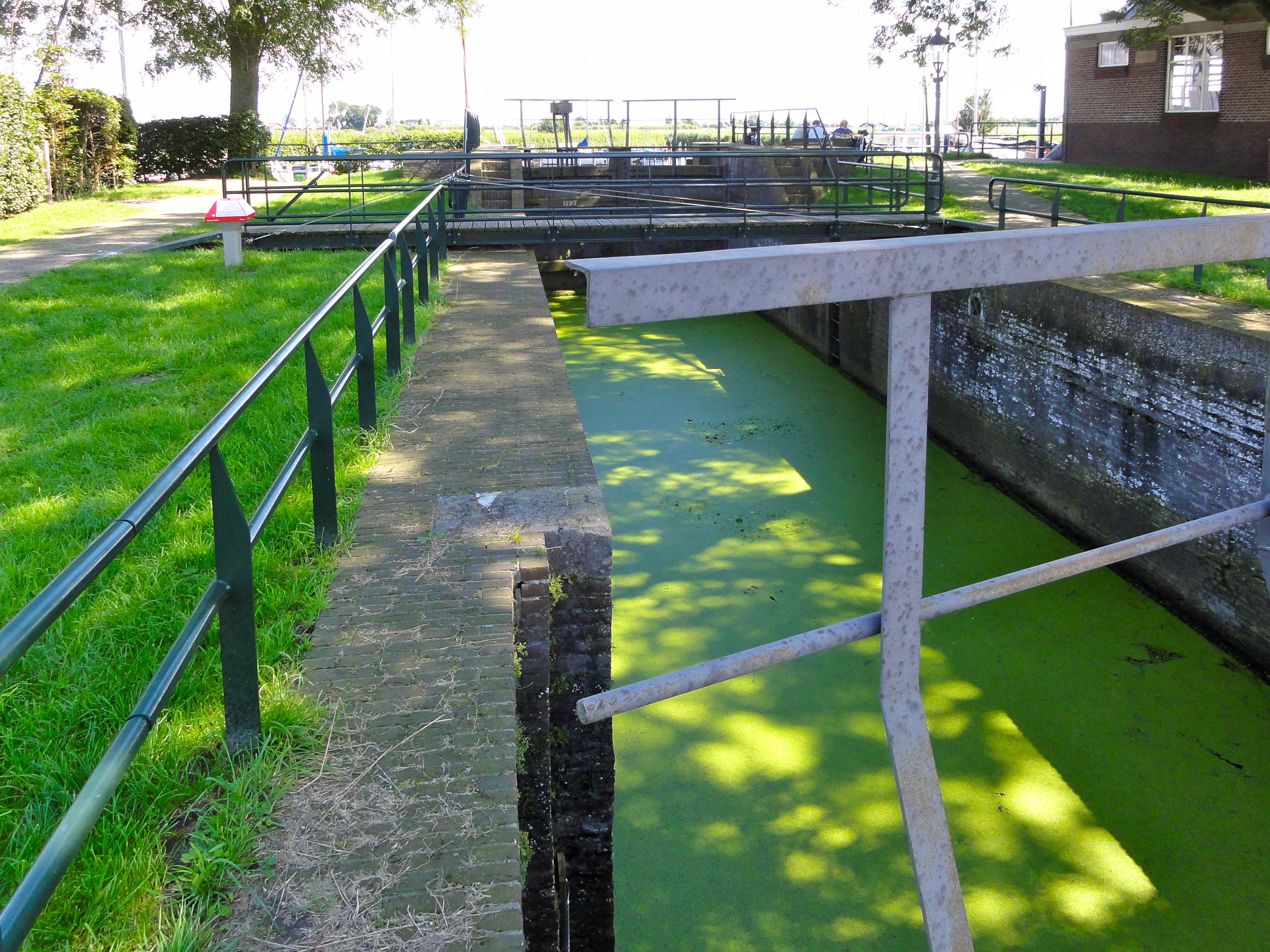
Eemnessersluis met rechtsachter het gemaal